# Raúl Echavarría Barrientos
Raúl Echavarría Barrientos (Fredonia, 1923-Cali, 17 de septiembre de 1986) fue un escritor y periodista colombiano, asesinado por el Cartel de Cali.

## Biografía
Nacido en Fredonia (Antioquia). Se desempeñó como columnista de El Colombiano, Luego trabajo en Cali en el Diario del Pacífico. De allí Laureano Gómez lo llevó a El Siglo, en Bogotá, y luego trabajó en El País, en Cali. Se desempeñaba como subdirector del diario de Occidente de Cali, en el momento de su asesinato, conocido por su columna "Molino de viento", donde criticó fuertemente al narcotráfico. Usó el seudónimo de "Raulete" y también fue admirador de Francisco Franco. Su hijo es el médico Héctor Raúl Echavarría Abad.

## Obras
- Así se llega a las alturas (1948)
- Historia de la Aviación (1974)
- Fuerza Aérea Colombiana, su epopeya y grandeza: 1919-1974 (1974).[7]
- En la ruta de las estrellas (1983)

## Asesinato
El 17 de septiembre de 1986, fue asesinado en el barrio San Fernando de Cali por sicarios del narcotráfico, murió en brazos de su hijo. El crimen continúa en la impunidad. Se otorga una medalla al periodismo que lleva su nombre.